# عامل مضاد للنواة

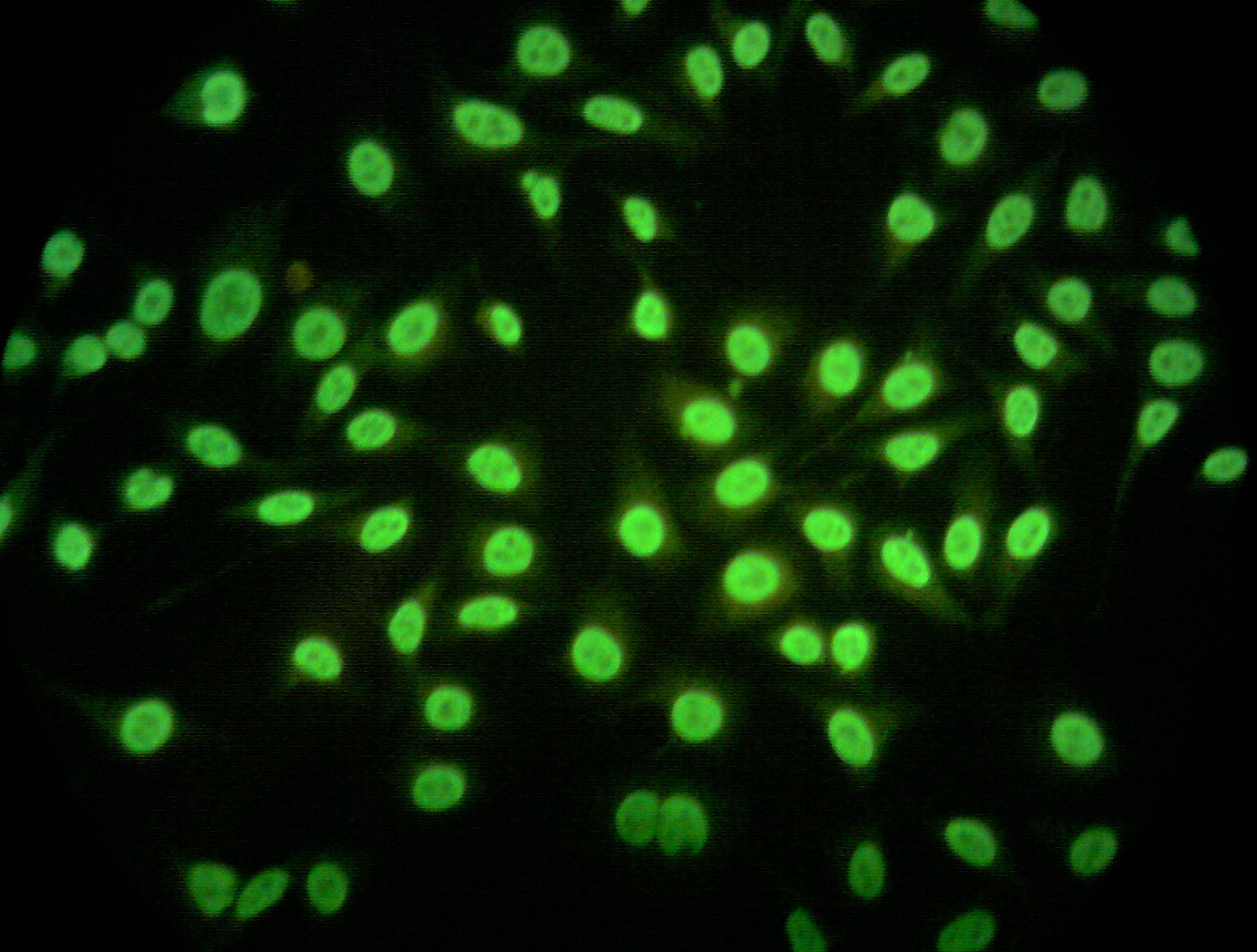

العامل المضاد للنواة أو الجسم المضاد للنواة أو أضداد النوى (بالإنجليزية: Antinuclear antibodies ومختصرها ANAs أو antinuclear factor ومختصرها ANF)‏ هي أضداد مناعية ترتبط بمحتويات نواة الخلية. في الأشخاص الطبيعيين، فإن الجهاز المناعي ينتج أجساما مضادة تجاه البروتينات الغريبة (المستضدات) ولكن ليس تجاه بروتينات الإنسان (المستضدات الذاتية). في أشخاص معينين، يقوم الجسم بإنتاج أجسام مضادة لبروتينات الجسم.

## الأمثلة
- أضداد Ro
- أضداد La
- أضداد Sm
- أضداد nRNP
- أضداد Scl-70
- أضداد dsDNA
- أضداد هستون
- الأجسام المضادة للقسيم المركزي [الإنجليزية]
- الضد الذاتي النووي Sp100 [الإنجليزية]
- الأجسام المضادة للمعقد المسمي النووي

## الأهمية السريرية
يستعمل الكشف عن أضداد النوى في تشخيص أمراض المناعة الذاتية مثل الذئبة الحمراء ومتلازمة شوغرن وتصلب الجلد ومرض النسيج الضام المختلط والتهاب العضلات وداء التهاب العضلات والجلد والتهاب الكبد بالمناعة الذاتية والذئبة الحمامية المحدثة بالأدوية.